# Prix Exeter
Pour les articles homonymes, voir Exeter (homonymie).
Le prix Exeter est un prix économique de la University of Exeter Business School (en), décerné depuis 2012. Il est décerné au meilleur article publié l'année civile précédente dans une revue à comité de lecture dans les domaines de l'économie expérimentale et la théorie de la décision.

## Lauréats
- 2017: Vojtěch Bartoš, Michal Bauer, Julie Chytilová et Filip Matějka pour « Attention Discrimination: Theory and Field Experiments with Monitoring Information Acquisition », American Economic Review, vol. 106, no 6,‎ 2016, p. 1437-75 (DOI 10.1257/aer.20140571)

- 2016: David Budescu (en) et Eva Chen pour « Identifying Expertise to Extract the Wisdom of the Crowds », Management Science, vol. 61,‎ 2015, p. 267–280 (DOI 10.1287/mnsc.2014.1909)
- 2015: Gary Charness (en), Francesco Feri, Miguel Melendez et Matthias Sutter pour « Experimental games on networks: underpinnings of behavior and equilibrium selection », Econometrica,‎ 2014 [1],[2],[3],[4]

- 2014: Tomasz Strzalecki pour « Temporal Resolution of Uncertainty and Recursive Models of Ambiguity Aversion », Econometrica,‎ 2013 [5]

- 2013: Daniel Friedman et Ryan Oprea pour « A Continuous Dilemma », American Economic Review,‎ 2012 [6]

- 2012: Michel Regenwetter, Jason Dana et Clintin P. Davis-Stober pour Michel Regenwetter, Jason Dana et Clintin P. Davis-Stober, « Transitivity of Preferences », Psychological Review, vol. 118,‎ 2011, p. 42–56 (DOI 10.1037/a0021150) [7]